# Cybaeodes avolensis
Espèce
Cybaeodes avolensis est une espèce d'araignées aranéomorphes de la famille des Liocranidae.

## Distribution
Cette espèce est endémique de Sicile en Italie. Elle se rencontre à Avola et Noto.

## Description
Le mâle holotype mesure 4,44 mm et la femelle paratype 4,07 mm.

## Étymologie
Son nom d'espèce, composé de avol[a] et du suffixe latin -ensis, « qui vit dans, qui habite », lui a été donné en référence au lieu de sa découverte, Avola.

## Publication originale
- Platnick & Di Franco, 1992 : On the relationships of the spider genus Cybaeodes (Araneae, Dionycha). American Museum novitates, no 3053, p. 1-9 (texte intégral).